# Toechorychus brevicaudis
Toechorychus brevicaudis är en stekelart som först beskrevs av Szepligeti 1916.  Toechorychus brevicaudis ingår i släktet Toechorychus och familjen brokparasitsteklar. Inga underarter finns listade i Catalogue of Life.